# غنج أباد السفلي (اسماعيلي كرمان)
غنج أباد السفلی (بالفارسية: گنج‌آباد سفلی) هي قرية تقع في إيران في منطقة إسماعيلي. يقدر عدد سكانها بـ 35 نسمة .